# Marin-Pierre Gaullier
Pour les articles homonymes, voir Gaullier.
Marin-Pierre Gaullier dit Grand-Pierre, né à Morannes le 6 mars 1766, mort à Bouère le 9 avril 1817, colonel dans l'Armée catholique et royale du Maine, était l'un des chefs des chouans en Mayenne. Il dut son surnom à sa taille de près de 6 pieds (soit environ 1,95 m), à son grade, son instruction, sa bravoure et sa prudence.

## Biographie

### Origine
Marin-Pierre Gaullier, fils de Jacques Gaullier, notaire royal, et de Madeleine Letessier, est né à Morannes le 6 mars 1766. On ne sait rien sur sa jeunesse. Après avoir fait ses études dans une ville voisine, Angers ou la Flèche sans doute, il était revenu à Morannes travailler dans l'étude de son père.

### Grenadier de la République
Il avait vingt-cinq ans lorsqu'on forma, au mois d'août 1791, le 1er bataillon de volontaires de Maine-et-Loire, parmi lesquels il se fit inscrire. Sa haute taille le fit placer parmi les grenadiers. Il suivit le bataillon à Nantes et à Guérande, d'où il partit le 1er mai 1792 pour se rendre sur les frontières, à l'Armée du Nord, dirigée par La Fayette.
Les grenadiers séparés du bataillon faisaient partie de l'avant-garde de l'armée qui soutint un violent combat, près de Longwy, le 27 juillet. Puis les grenadiers rejoignirent leurs camarades à Verdun, où leur chef, le lieutenant-colonel Nicolas-Joseph Beaurepaire, avait été nommé commandant de la place. La ville investie le 30 août par les Prussiens dut capituler le 2 septembre, Beaurepaire se suicida pour ne pas rendre la place aux ennemis.
Le bataillon, rentré à Sainte-Menehould, fit alors partie de l'armée de Charles François Dumouriez, prit part, le 20 septembre, à la bataille de Valmy, le 6 novembre à la bataille de Jemmapes et le 29 de ce mois était cantonné à Liège. Les grenadiers séparés une seconde fois de leurs camarades étaient alors à Rurdorffle.
Plusieurs auteurs, prétendent que Gaullier quitta son bataillon au mois de décembre en apprenant l'arrestation de son père et qu'en arrivant à Angers il fut informé que celui-ci était mort par suite de fatigues et de privations, peut-être même empoisonné. Il semble plus probable que Gaullier était encore à son bataillon le 10 janvier 1793 et même à la fin du mois.
Il est possible que ce soit après la mort du roi Louis XVI et peut-être même plus tard, que Gaullier quitta ses camarades pour rentrer à Angers. On ne sait pas au juste à quelle date Gaullier quitta l'armée.
Au mois de mars 1793, il y eut des émeutes à Châteauneuf et à Durtal, à l'occasion du tirage au sort pour la levée de 300.000 hommes. Elles furent étouffées rapidement, mais furent suivies de nombreuses arrestations. C'est alors sans doute que Gaullier père fut arrêté, amené dans les prisons d'Angers où il mourut. Ce serait donc seulement à la fin de ce mois, ou au commencement d'avril, que Gaullier fils serait arrivé à Angers.

### Armée vendéenne
On ignore ce qu'il devint ensuite, mais il est probable qu'il alla rejoindre les Vendéens, ou se joignit à eux, au mois de juin 1793, lorsqu'ils occupèrent Angers. Après la bataille de Savenay, il vint avec Sarrazin, Jacques Bruneau de la Mérousière, d'Anthenaise, de Terves et autres, se cacher autour de Segré et prit part aux premiers combats livrés par les chouans d'Anjou aux républicains.
Quand Sarrazin envoya Jacques Bruneau de la Mérousière pour soulever les royalistes des environs de Chàteauneuf, il le suivit et devint son lieutenant.

### Chouannerie
Gaullier alla offrir ses services à Monsieur Jacques (décembre 1794), qui le mit en relation avec Joseph-Juste Coquereau, et celui-ci le nomma commandant en second. Il remplaça son chef au mois de juin 1795 et se tint ordinairement dans le pays de Bouère, étendant son action de Château-Gontier à Sablé, Miré et Daon.
Commandant de la 5e division de l'armée de Scépeaux avec comme lieutenants Louis Coquereau (frère de Joseph-Juste Coquereau), Chevreul, Pichon et Mercier. Il réunissait la compagnie de Fromentières avec Lezay dit Sabretout, Mercier, Mathurin Garreau, celle de Ruillé avec Michel Menant dit Francœur, celle de Bouessay avec Rozay dit La Gaîté, de Bouère avec Poirier dit La Justice, de Bierné avec Renard dit Giroflée de Souvigné avec Leroy dit Risque-Tout d'Auvers-le-Hamon, avec Chevreul dit Armand.
Sa division, solide et aguerrie, tint la campagne de février 1795 jusqu'à la pacification d'avril 1796. Fin mai 1796, Gaullier conduisit une partie de ses hommes jusqu'au château de Beaumont à Saint-Laurent-des-Mortiers pour le désarmement, et les fit manœuvrer devant le général Delaage, qui fut surpris de leur bonne tenue et de leur instruction militaire.
Retiré à Bouère, Grand-Pierre, exposé à des vexations continuelles et même décrété d'arrestation le 21 novembre 1797, se cacha, et, dès le premier appel des chefs royalistes, se mit de nouveau à la tête de sa division qui compta 2400 hommes. Dans l'armée catholique et royale du Maine du général de Bourmont, en 1799-1800, il commande la 1re légion (Château-Gontier). On signale sa présence à Souvigné au mois de ventôse an VII, et ses hommes sont accusés par la police républicaine d'avoir tué plusieurs patriotes de Ballée. Sa femme, mère depuis quelques mois, emprisonnée à la Rossignolerie à Angers, contribua beaucoup au soulagement des prisonniers. Elle put même en faire évader deux et ne recouvra sa liberté que le 4 février 1800.
L'explosion de la machine infernale lors de l'attentat de la rue Saint-Nicaise le 24 décembre 1800 et les poursuites dont il fut l'objet à cette occasion forcèrent Gaullier à se cacher de nouveau.
Il refusa l'année suivante de rentrer dans l'armée avec un grade correspondant au sien. Lors des Cent-Jours, il reprit les armes. Louis XVIII le nomma Chevalier de Saint-Louis, lui donna une pension de 900 francs., et en 1817, des lettres de noblesse, pour lui et son fils. Il mourut cette même année, le 9 avril.
Renée Letessier, sa veuve, qui mourut le 10 janvier 1857 âgée de 89 ans, repose à côté de lui dans la chapelle du cimetière de Bouère élevée en 1880 par sa belle-fille Marie-Clotile Le Doux, veuve de Pierre Gaullier.

### Quatre vingt-Treize
Ses exploits ont servi à Victor Hugo pour son roman Quatre vingt-Treize: 

« [...] Sachez d’abord que monseigneur le marquis, avant de s’enfermer dans cette tour où vous le tenez bloqué, a distribué la guerre entre six chefs, ses lieutenants ; il a donné à Delière le pays entre la route de Brest et la route d’Ernée ; à Treton le pays entre la Roë et Laval ; à Jacquet, dit Taillefer, la lisière du Haut-Maine ; à Gaullier, dit Grand-Pierre, Château-Gontier ; à Lecomte, Craon ; Fougères, à monsieur Dubois-Guy, et toute la Mayenne à monsieur de Rochambeau ; de sorte que rien n’est fini pour vous par la prise de cette forteresse, et que, lors même que monseigneur le marquis mourrait, la Vendée de Dieu et du Roi ne mourra pas. [...] »

## Sources et bibliographie
- « Marin-Pierre Gaullier », dans Alphonse-Victor Angot et Ferdinand Gaugain, Dictionnaire historique, topographique et biographique de la Mayenne, Laval, A. Goupil, 1900-1910 [détail des éditions] (BNF 34106789, présentation en ligne)
- Histoire de la Vendée militaire
- Souvenirs de la chouannerie, par Jacques Duchemin des Cépeaux : H. Godbert, imprimeur-libraire-éditeur à Laval, 25, rue de la Trinité, et librairie E. Dentu, Palais-Royal, Paris, 1855.
- Coquereau et Gaullier dit Grand-Pierre dans la région de Daon et de Bouère, chapitre V de Chouans et patauds en Mayenne 1792-1800, de Gabriel du Pontavice, Association du souvenir de la chouannerie mayennaise, imp. de la manutention, Éditions régionales de l'Ouest, Mayenne, 1987, p. 68 à 74.
- Dictionnaire des chouans de la Mayenne, de Hubert La Marle, Association du souvenir de la chouannerie mayennaise, imp. de la manutention, Éditions régionales de l'Ouest, Mayenne, 2005